# Constantyn Verhout
Constantyn Verhout (anche Constantin) (fl. XVII secolo) è stato un pittore olandese, attivo nella seconda metà del XVII secolo.

## Biografia

Studente addormentato, Nationalmuseum, Stoccolma

Di lui è noto solo che soggiornò a Gouda nel 1666.
Nei pochi dipinti d'interno che ne recano la firma, tra questi lo Studente addormentato del 1663, ora a Stoccolma nel Nationalmuseum e Ritratto di Cornelis Abrahamsz con boccale di vino, appartenente ad una collezione privata di Milwaukee, è sempre presente un personaggio seduto tra i suoi libri. Altri personaggi vengono rappresentati tra oggetti di cucina, raffigurati come nature morte; una composizione analoga compare nella Donna con arcolaio, già attribuito da Thoré-Burger a Vermeer, conservato ora al Musée d'art et d'histoire di Ginevra.